# スタンウェル・プレイス
スタンウェル・プレイス (Stanwell Place) は、かつてミドルセックス州（現在はサリー州）スタンウェルの集落の西にあった屋敷（マナー・ハウス）、ないしは、それに付随した広大な土地（エステート）、小作農場の総称。17世紀から建設が始まり、20世紀半ばに大部分が貯水池建設のために売却されたほか、小さな区画に分割売却されて無くなった。
スタンウェルの集落から半マイルほど西へ離れた、パーク・ロードの北側にある敷地には、17世紀にはマナー・ハウスが存在していた。この敷地にあった最後の建物は、1754年から1933年までマナーの諸権利を保有していたギボンズ家 によって、19世紀初めに建てられたとされている。建物は2階建てで、セメントが塗られ、パラペットの背後には緩い傾斜の屋根があった。後から増築された西翼は煉瓦作りで、付随する小屋などの中には主屋より古いものもあった。
周囲の庭は18世紀に作庭された。スタンウェル・プレイスへのいくつかの門があったあたりでパーク・ロードが大きく曲がっているのは、おそらくは、1760年にサー・ジョン・ギボンズ (Sir John Gibbons) がこの道の線形を変更したためであろう。1771年にギボンズ家はバラ・フィールド (Borough Field) を囲い込み、庭の範囲は東はオークス・ロード (Oaks Road) まで、北はバラ・グリーン (Borough Green) まで広がり300エーカー (1.2 km2)以上の広さになった。しかし、その後は徐々に規模が縮小した
ギボンズ家は1933年に、土木技術者のジョン・ウィルター・ギブソン (John Watson Gibson) に、スタンウェル・プレイスを売却した。ギブソンはスタンウェルに移り住み、リトルトン (Littleton) で、（当時は世界最大の貯水池であった）クイーン・メアリ貯水池 (Queen Mary Reservoir) の建設に従事していた。ギブソンは、当初スタンウェル・ロッジに住んだが、90エーカー（36ヘクタール）のスタンウェル・プレイスと、付属する261エーカー（104ヘクタール）の農場（Stanhope farm、Hammonds farm）を購入した。1936年、首都水道局 (Metropolitan Water Board) はギブソンのエステートの大部分にあたる、契約書によれば346エーカー（138ヘクタール）の土地を買い上げた。.1947年には、この土地を使ってジョージ6世貯水池 (King George VI Reservoir) が開発された。
第二次世界大戦中の1943年から1944年にかけて、ギブソンは軍需省で土木技術担当の事務総長特別補佐 (deputy director-general civil engineering (special)) となり、当時極秘事項であったマルベリー・ハーバー (Mulberry harbour) の建造に関わった中心人物のひとりとなった。こうした経緯から、ギブソンは自宅であったスタンウェル・プレイスを連合国遠征軍最高司令部 (Supreme Headquarters Allied Expeditionary Force, SHAEF) の司令官たちに提供し、ノルマンディー上陸作戦の決行日 (D-Day) に向けた最高級の会議が2回、ここで開催された。出席した米軍司令官たちヘンリー・スティムソン（陸軍長官）、ジョージ・マーシャル（陸軍参謀総長、大将）、ドワイト・D・アイゼンハワー（連合軍最高司令官、元帥）、アーネスト・キング（海軍作戦部長、合衆国艦隊司令長官、大将）、ヘンリー・アーノルド（陸軍航空軍、大将）らは、会議の期間中スタンウェル・プレイスに滞在した 。
1947年にギブソンが亡くなると、翌1948年に、スタンウェル・プレイスの住居部分22エーカー（9ヘクタール）はイラク王国の国王ファイサル2世 (King Faisal II of Iraq) に売却された。ギブソンの息子たちは、スタンホープ農場 (Stanhope farm) の17エーカー（7ヘクタール）を引き続き所有した。1958年に国王が暗殺され、エステートはその後、砂利採取場とするために売却された。地域住民による保存運動もあったものの屋敷は荒廃し、1960年代に建物は撤去された。